# جاز ریچاردز
اشلی درل جاز ریچاردز (انگلیسی: Ashley Darel Jazz Richards؛ زادهٔ ۱۲ آوریل ۱۹۹۱) بازیکن فوتبال اهل ولز است.
از باشگاه‌هایی که در آن بازی کرده‌است می‌توان به سوانزی سیتی، کریستال پالاس، هادرسفیلد تاون، فولام و کاردیف سیتی اشاره کرد.
او سابقه عضویت در تیم ملی فوتبال ولز را دارد.